# NBA Sportsmanship Award
Le trophée de NBA Sportsmanship Award est décerné au joueur "représentant le mieux les valeurs du sport sur le terrain, le comportement éthique, le fair-play et l'intégrité". Chacune des trente équipes NBA désigne l'un de ses joueurs pour participer à l'élection de ce trophée. Parmi ces trente nommés, un de chaque division NBA est sélectionné par le panel des anciens lauréats de ce trophée. À l'issue de la saison régulière, l'ensemble des joueurs NBA vote pour le lauréat.
Onze points sont attribués pour chaque première place obtenue, neuf points pour une deuxième place, sept points pour une troisième place, cinq points pour une quatrième place, trois points pour une cinquième place et un point pour une sixième place. Le joueur ayant totalisé le plus de points, en fonction du nombre de premières places, est désigné vainqueur du trophée.
Celui-ci reçoit alors le trophée Joe Dumars, premier lauréat du trophée. Il est attribué depuis la saison 1995-1996.
Seuls Grant Hill, Jason Kidd, Kemba Walker et Mike Conley, Jr. ont remporté le trophée plus d'une fois. Trois joueurs des Spurs de San Antonio ont été lauréats (Avery Johnson, David Robinson et Steve Smith) et deux joueurs des SuperSonics de Seattle l'ont remporté (Hersey Hawkins et Ray Allen).

## Palmarès

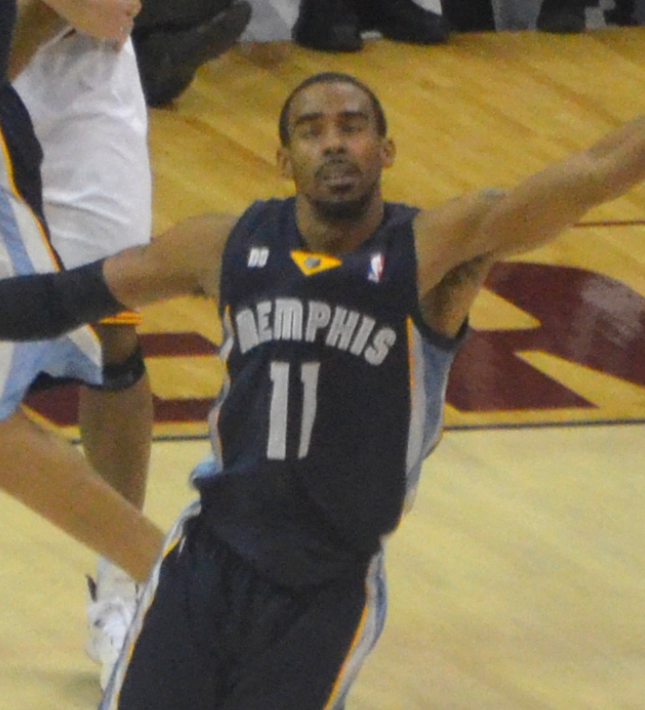
Mike Conley a remporté le titre à quatre reprises.

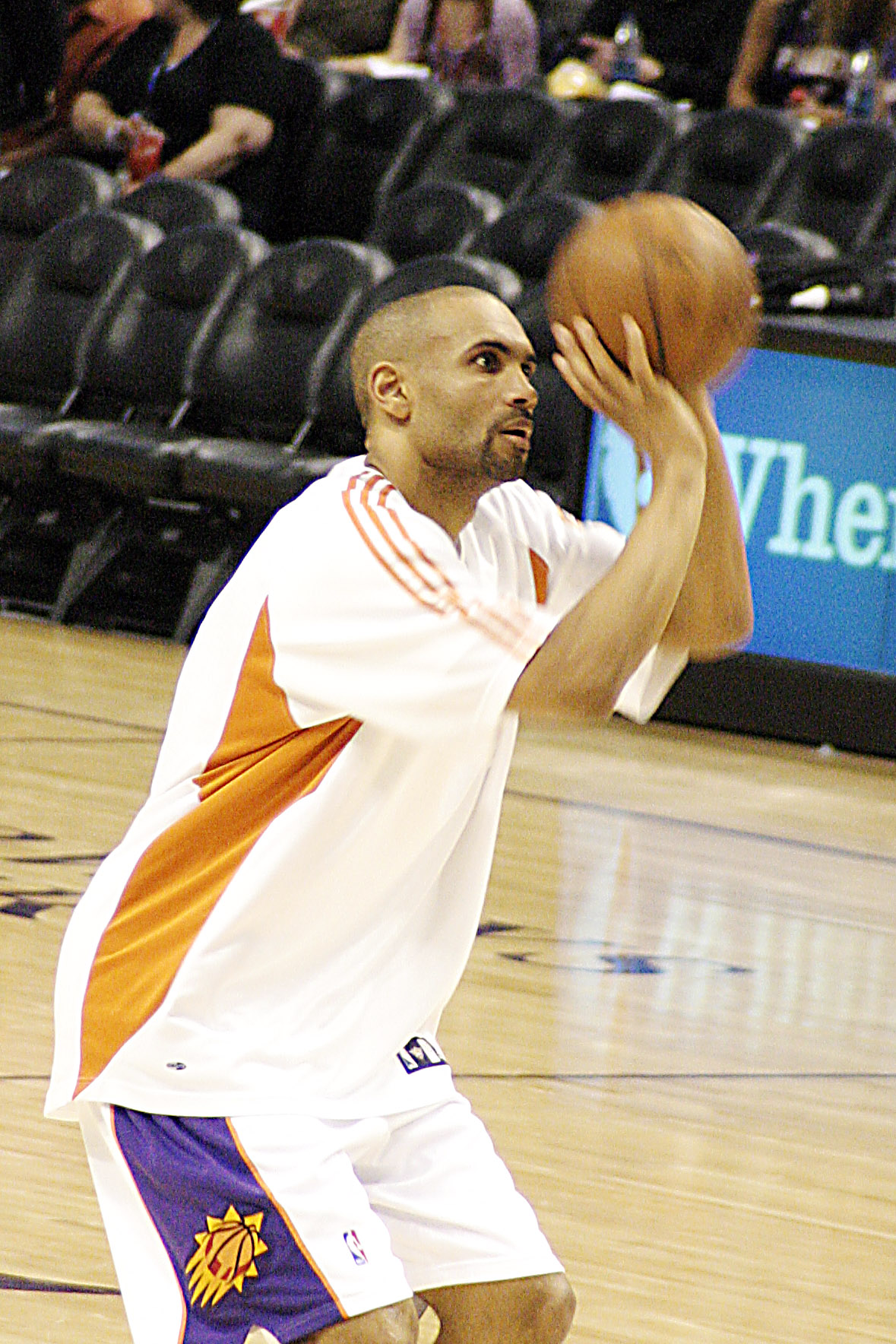
Grant Hill, premier joueur à remporter trois fois la distinction.

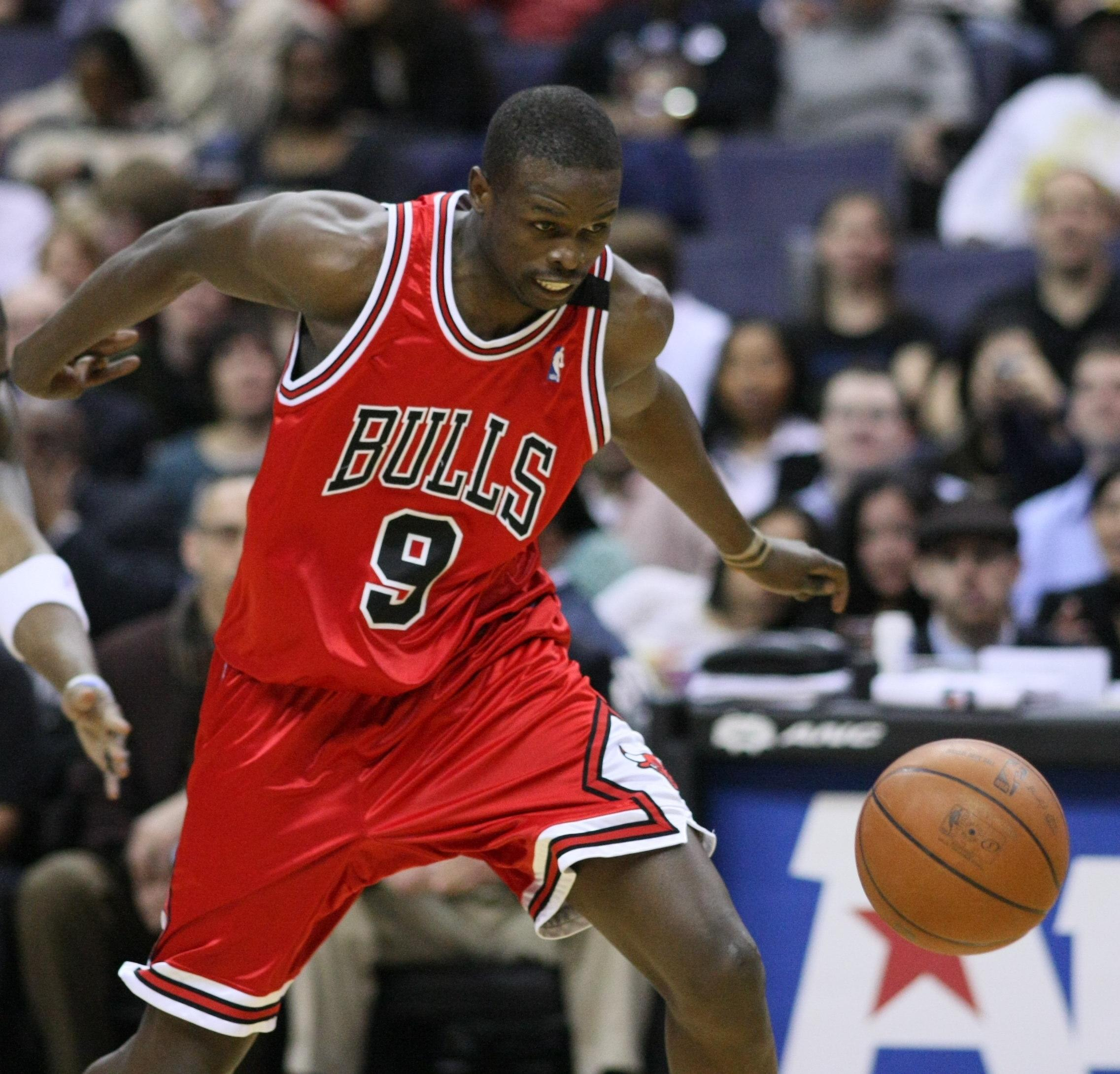
Luol Deng est le premier international à avoir remporté la distinction.

|         | Joueur encore actif en NBA                        |
|         | Élu au Basketball Hall of Fame                    |
| Nom (X) | Nombre de fois où le joueur a remporté ce trophée |

| Saison    | Joueur           | Poste        | Nationalité | Équipe                         | Références |
| --------- | ---------------- | ------------ | ----------- | ------------------------------ | ---------- |
| 1995-1996 | Joe Dumars       | Arrière      | États-Unis  | Pistons de Détroit             | [ 2 ]      |
| 1996-1997 | Terrell Brandon  | Arrière      | États-Unis  | Cavaliers de Cleveland         | [ 3 ]      |
| 1997-1998 | Avery Johnson    | Arrière      | États-Unis  | Spurs de San Antonio           | [ 4 ]      |
| 1998-1999 | Hersey Hawkins   | Arrière      | États-Unis  | SuperSonics de Seattle         | [ 5 ]      |
| 1999-2000 | Eric Snow        | Arrière      | États-Unis  | 76ers de Philadelphie          | [ 6 ]      |
| 2000-2001 | David Robinson   | Pivot        | États-Unis  | Spurs de San Antonio (2)       | [ 7 ]      |
| 2001-2002 | Steve Smith      | Arrière      | États-Unis  | Spurs de San Antonio (3)       | [ 8 ]      |
| 2002-2003 | Ray Allen        | Arrière      | États-Unis  | SuperSonics de Seattle (2)     | [ 9 ]      |
| 2003-2004 | P. J. Brown      | Pivot/Ailier | États-Unis  | Hornets de la Nouvelle-Orléans | [ 10 ]     |
| 2004-2005 | Grant Hill       | Ailier       | États-Unis  | Magic d'Orlando                | [ 11 ]     |
| 2005-2006 | Elton Brand      | Ailier       | États-Unis  | Clippers de Los Angeles        | [ 12 ]     |
| 2006-2007 | Luol Deng        | Ailier       | Royaume-Uni | Bulls de Chicago               | [ 13 ]     |
| 2007-2008 | Grant Hill (2)   | Ailier       | États-Unis  | Suns de Phoenix                | [ 11 ]     |
| 2008-2009 | Chauncey Billups | Arrière      | États-Unis  | Nuggets de Denver              | [ 14 ]     |
| 2009-2010 | Grant Hill (3)   | Ailier       | États-Unis  | Suns de Phoenix (2)            | [ 11 ]     |
| 2010-2011 | Stephen Curry    | Meneur       | États-Unis  | Warriors de Golden State       | [ 15 ]     |
| 2011-2012 | Jason Kidd       | Arrière      | États-Unis  | Mavericks de Dallas            | [ 16 ]     |
| 2012-2013 | Jason Kidd (2)   | Arrière      | États-Unis  | Knicks de New York             | [ 17 ]     |
| 2013-2014 | Mike Conley      | Meneur       | États-Unis  | Grizzlies de Memphis           | [ 18 ]     |
| 2014-2015 | Kyle Korver      | Arrière      | États-Unis  | Hawks d'Atlanta                | [ 19 ]     |
| 2015-2016 | Mike Conley (2)  | Meneur       | États-Unis  | Grizzlies de Memphis (2)       | [ 20 ]     |
| 2016-2017 | Kemba Walker     | Meneur       | États-Unis  | Hornets de Charlotte           | [ 21 ]     |
| 2017-2018 | Kemba Walker (2) | Meneur       | États-Unis  | Hornets de Charlotte (2)       | [ 22 ]     |
| 2018-2019 | Mike Conley (3)  | Meneur       | États-Unis  | Grizzlies de Memphis (3)       | [ 23 ]     |
| 2019-2020 | Vince Carter     | Ailier       | États-Unis  | Hawks d'Atlanta (2)            | [ 24 ]     |
| 2020-2021 | Jrue Holiday     | Meneur       | États-Unis  | Bucks de Milwaukee             | [ 25 ]     |
| 2021-2022 | Patty Mills      | Meneur       | Australie   | Nets de Brooklyn               | [ 26 ]     |
| 2022-2023 | Mike Conley (4)  | Meneur       | États-Unis  | Timberwolves du Minnesota      | [ 27 ]     |
| 2023-2024 | Tyrese Maxey     | Meneur       | États-Unis  | 76ers de Philadelphie (2)      | [ 28 ]     |
| 2024-2025 | Jrue Holiday (2) | Meneur       | États-Unis  | Celtics de Boston (2)          | [ 29 ]     |